# Boletta
A bolettát vagy gabonajegyet a magyar kormány 1930-ban vezette be a nagy gazdasági világválság miatt súlyos helyzetbe került gabonatermelők helyzetének segítésére. A boletta adófizetésre felhasználható szelvény volt, esetleges maradékát készpénzre lehetett váltani.

## Története
A boletta bevezetésével 1930. július 1-jétől mázsánként 3 pengőt, 1931. július 1-jétől 6 pengőt, 1932. július 1-jétől 4 pengőt, 1933. július 1-jétől ismét 3 pengőt kaptak a termelők a tőzsdei eladási ár fölött (A búza mázsánkénti ára ebben az időben 10 és 20 pengő között mozgott). A boletta ára 1931–32-ben és 1932–33-ban 10 pengő volt. A fentebb ismertetett árkiegészítésen felül a bolettából befolyó összeget elkülönített pénzügyi alapba helyezték és más forrásokkal kiegészítve a gazdák egyéb módon történő megsegítésére fordították. A bolettáról intézkedő 1930. évi XXII. törvénycikk hívta életre azt az alapot is, ami a támogatást finanszírozta.
A bolettát 1934-ben megszüntették.

## Kapcsolódó szócikk
- Magyarország az 1929–33-as világválságban